# ペパプ・イン・ザ・スカイ!
『ペパプ・イン・ザ・スカイ！』とは、「けものフレンズ」から派生したユニット「PPP」のデビューアルバム。

## 概要
発売日同日にメジャーデビューするPPPのデビューアルバム。このアルバムに収録されている楽曲は、同年9月2日に開催された、「けものフレンズ LIVE ～PPP LIVE～」にてカバー曲を除いて全曲披露されている。

## 販売形態
販売形態は通常盤 (VICL-64997)と初回限定盤 (VIZL-1378)の2種。
初回限定盤
CD2枚組。Disc 2には5人それぞれのようこそジャパリパークへが収録。後述の記事を参照。
通常盤
CD1枚組。

## 内容解説

### Disc 1
1. 大空ドリーマー
シングル『ようこそジャパリパークへ』、アルバム『Japari Cafe』に収録されているテイクとは異なり、マーゲイのセリフが追加されたテイクで収録。アルバムリリースに合わせて、サンシャイン水族館で撮影された実写PVが公開された[7]。
2. ようこそジャパリパークへ(PPPwithマーゲイ)
当初はシングル『ようこそジャパリパークへ』初回限定盤に収録されている、ようこそジャパリパークへ(PPPver)が収録されるはずだった[8]が、変更となった[9]。
3. 純情フリッパー
新曲。ゲーム「けものフレンズ FESTIVAL」[10]、あにてれ「PPPのゆるぺぱ」テーマソング[11]。
4. 夢見るプリンセス
グルービィなロイヤルペンギンソロ[12]。プリンセスの夢と仲間への友情が歌詞に込められている[13]。
5. Hello!アイドル
80年代のアイドルソング風のジェンツーペンギンソロ[12]。
6. Rockin' Hoppin' Junpin'
イワトビペンギンソロ。熱いロック曲となっている[12]。
7. 200キロの旅
コウテイペンギンソロ。応援ソングとなっている[14]。
8. やくそくのうた
フンボルトペンギンソロ。東武動物公園のフンボルトペンギン、グレープを想起させる曲となっている[12]。
9. ファーストペンギン
シングル『フレ!フレ!ベストフレンズ』収録の曲。
10. わたしたちのストーリー
アルバム『Japari Cafe2』収録曲。
11. 大陸メッセンジャー
新曲のダンスポップ[12]。
12. 人にやさしく
THE BLUE HEARTSのカバー曲。

### Disc 2(初回限定盤のみ)
1. ようこそジャパリパークへ(プリンセスver.)
2. ようこそジャパリパークへ(コウテイver.)
3. ようこそジャパリパークへ(ジェーンver.)
4. ようこそジャパリパークへ(イワビーver.)
5. ようこそジャパリパークへ(フルルver.)

## 収録内容
| #         | タイトル                         | 作詞       | 作曲         | 編曲      | 時間  |
| --------- | -------------------------------- | ---------- | ------------ | --------- | ----- |
| 1.        | 「大空ドリーマー」               | halyosy    | halyosy      | halyosy   | 3:08  |
| 2.        | 「ようこそジャパリパークへ」     | 大石昌良   | 大石昌良     | 大石昌良  | 3:24  |
| 3.        | 「純情フリッパー」               | 磯谷佳江   | 小野貴光     | 玉木千尋  | 4:17  |
| 4.        | 「夢みるプリンセス」             | 高瀬愛虹   | 伊藤翼       | 伊藤翼    | 4:28  |
| 5.        | 「Hello!アイドル」               | 磯谷佳江   | 小野貴光     | 玉木千尋  | 3:51  |
| 6.        | 「Rockin' Hoppin' Jumpin'」      | no_my      | no_my        | no_my     | 4:04  |
| 7.        | 「200キロの旅」                  | 高瀬愛虹   | 伊藤翼       | 伊藤翼    | 4:31  |
| 8.        | 「やくそくのうた」               | 金子麻友美 | 金子麻友美   | SHIKI     | 4:49  |
| 9.        | 「ファーストペンギン」           | halyosy    | halyosy      | halyosy   | 3:39  |
| 10.       | 「わたしたちのストーリー」       | 三矢禅晃   | 三矢禅晃     | 三矢禅晃  | 5:16  |
| 11.       | 「大陸メッセンジャー」           | halyosy    | halyosy,SiZK | SiZk      | 3:42  |
| 12.       | 「人にやさしく ＜BONUS TRACK＞」 | 甲本ヒロト | 甲本ヒロト   | 立山秋航  | 3:27  |
| 合計時間: | 合計時間:                        | 合計時間:  | 合計時間:    | 合計時間: | 48:36 |

| 全作詞・作曲: 大石昌良。 |                                                |          |            |      |
| #                        | タイトル                                       | 作詞     | 作曲・編曲 | 時間 |
| 1.                       | 「ようこそジャパリパークへ (プリンセス ver.)」 | 大石昌良 | 大石昌良   | 3:25 |
| 2.                       | 「ようこそジャパリパークへ (コウテイ ver.)」   | 大石昌良 | 大石昌良   | 3:25 |
| 3.                       | 「ようこそジャパリパークへ (ジェーン ver.)」   | 大石昌良 | 大石昌良   | 3:25 |
| 4.                       | 「ようこそジャパリパークへ (イワビー ver.)」   | 大石昌良 | 大石昌良   | 3:25 |
| 5.                       | 「ようこそジャパリパークへ (フルル ver.)」     | 大石昌良 | 大石昌良   | 3:22 |
| 合計時間:                | 合計時間:                                      | 17:02    |            |      |